# Кроація Сесвете
«Кроа́ція Сесве́те» (хорв. NK Croatia Sesvete) — колишній хорватський футбольний клуб із району Загребу Сесвете. Заснований 1957 року, розформований — 2012. Після розформування було створено НК Хорватія Прігор'є, що вважається «духовним» наступником команди.

## Скандал 2010 року
У 2010 році хорватська поліція розпочала арешти через фіксовані результати матчів. Усього було заарештовано 20 гравців, серед яких 9: Міленко Бошняк, Горан Йеркович, Саша Мус, Анте Покрачич, Маріо Чіжмек, Марко Гуя, Іван Банович та Даріо Шушак, були гравцями Сесвете. Кожен із них отримав штрафи до 40 тисяч євро. Також було зроблено заяву, що 7 останніх матчів клубу в чемпіонаті мали фіксований результат.

## Титули
- 2. ХНЛ: 2007/08

## Назви клубу
- НК «Слєме» (1957—1988)
- НК «Сесвете» (1988—1996)
- НК «Бадел Сесвете» (1996—1997)
- НК «Сесвете» (1997—1998)